# Raymond Belle
Raymond Belle (3. říjen 1939 Vietnam – prosinec 1999 Francie) byl francouzský voják, považovaný za jednoho z předchůdců bojových umění parkouru a freerunningu. Proslavil se akcí 19. ledna 1969, během které, za extrémních podmínek, slanil z vrtulníku a strhl vlajku Vietcongu z věže katedrály Notre-Dame.
Jeho život byl ve velkém ovlivněn první válkou v Indočíně (1946-1954), ve které Raymond Belle přišel o oba rodiče (otec zemřel v boji, matka byla od svého syna separována). Svou ztrátu si vykompenzoval vstupem do francouzské armády, jejíž výcvik ukončil v roce 1958. Místo toho, aby se však připojil k bojovým jednotkám, nastoupil k pařížské hasičské brigádě. Zasvětil život fyzickému zdokonalování sebe sama, založeného na učení Georgese Héberta, ke kterému se dostal v armádě, díky čemuž se brzy stal jedním z nejúspěšnějších pařížských hasičů vůbec, se specializací na slaňování a další fyzicky náročné výkony. Za míru sebeobětování pro záchranu životů obdržel mnoho vyznamenání a stal se vzorem nové generace.
Jeho umění plná životu ohrožujících akcí imponovalo mnoha mladým Pařížanům, mezi kterými byli nejvýraznější Sébastien Foucan a jeden z Raymondových synů, David Belle. Skrz tyto dva mladíky se pak bojová umění francouzských vojáků z Vietnamu změnila na disciplínu zvanou parkour.